# Dunja Brill
Dunja Brill ist eine deutsche Medien- und Kulturwissenschaftlerin, die insbesondere zu Subkulturen forscht.

## Leben
Brill studierte Psychologie an der Universität Bonn (Diplom 2000) und International Journalism an der Edinburgh Napier University (Master of Arts 2001). 2005 erwarb sie in Medien- und Kulturwissenschaften von der University of Sussex ein European Doctorate (Thema: Subversion or Stereotype? The Gothic Subculture as a Case Study of Gendered Identities and Representations).
Ihre Schwerpunkte sind Subkulturen sowie Medien und Gender. Brill veröffentlichte Fachaufsätze u. a. im Journal der Jugendkulturen und im Humboldt-Spektrum. Tagungen und Konferenzen führten sie nach Italien, das Vereinigte Königreich und die USA. Derzeit forscht sie am Institut für Europäische Ethnologie der Humboldt-Universität zu Berlin im DFG-Postdoc-Projekt Sound-Schlachten – Männlichkeit, Gewalt und ‘Whiteness’ in extremen subkulturellen Musikszenen (in Kooperation mit Beate Binder).
Mehreren Zeitungen und Rundfunkanstalten gab sie Interviews, u. a. Radio Corax.
Brill, derzeit in Berlin lebend, verkehrt in der britischen und deutschen Gothic-Szene. Sie war Sängerin der Band Lie Still und schrieb u. a. für die Szene-Magazine Sonic Seducer, Neurostyle und Black.

## Werk
Ihre Dissertation Subversion or Stereotype? The Gothic Subculture as a Case Study of Gendered Identities and Representations  (2006) fand großes öffentliches und Fachinteresse. So wurde u. a. in den britischen Tageszeitungen The Independent und The Guardian über ihre Forschungsergebnisse berichtet. Die Rezensentin Antje Pfeffer vom Journal der Jugendkulturen (Archiv der Jugendkulturen) fand die Ergebnisse „hoch interessant“ und sehr authentisch. Brill beobachte neugierig und offen die Szene, sie bleibe ihr „gewogen“, und pflege zugleich eine „kritische Distanz“. Bei der Dissertation handelt es sich um eine qualitative und medienkritische Studie, die Bezug nimmt auf Deutschland (Berlin/Köln) und Großbritannien (Brighton/Edinburgh). Brill verband diskursanalytische, medienzentristische und ethnografische Ansätze miteinander. Folgende drei Komplexe wurden schwerpunktmäßig analysiert: Geschlechterspezifische Darstellung des Gothic-Stils in den Medien, Beziehung Geschlechtlicher Selbststilisierungspraktiken zu subjektiver Selbstwahrnehmung und Zusammenhang der Darstellungen mit der subkulturellen Hierarchie.
Brill (2007) untersuchte speziell, die wie sie es nannte, „Fetisch-Lolitas“, der Gothic-Szene. Sie konstatierte, dass mehr und mehr sexualisierte Kleidung und Fetischkleidung anzutreffen seien. So trugen Frauen Korsetts, Nylonstrümpfe, Strapse und Wäsche kombiniert mit High Heels. Die Wirkung von Macht fördere das Selbstbewusstsein der Frauen. Brill spricht in diesem Zusammenhang grundsätzlich von „Stil-Ikonen“. Frauen konkurrierten jedoch nicht nur mit dem eigenen Geschlecht, sondern auch mit eher femininen Männern, was letztendlich dazu führe, dass die „Weiblichkeit [der Frau im Gegensatz zum Mann als] eine quasi-natürliche Notwendigkeit“ erscheine.
Bei Brills (2008) umfassender und positiv (Times Higher Education, Choice Reviews Online u. a.) aufgenommener Studie zur Gothic-Kultur wurde erneut ein ethnografischer Ansatz verfolgt. Die Arbeit sei nach Meinung von Catherine Spooner sowohl für Wissenschaftler als auch für Szenemitglieder geeignet und stelle ein wichtiges Korrektiv zu bisherigen Darstellungen dar. Anders als Spooner in ihren Forschungen, entschied sich Brill methodisch – wie auch Sara Martin – für eine Teilnehmende Beobachtung. Brill machte einen „cult of femininity“ für beide Geschlechter aus, was jedoch zu einer Beibehaltung der existierenden Geschlechterrollen führe. Sie orientierte sich bei ihrer Arbeit grundlegend an der Revision des Subkultur-Begriffs von Paul Hodkinson (2002).

## Schriften (Auswahl)

### Monografien
- Subversion or Stereotype? The Gothic Subculture as a Case Study of Gendered Identities and Representations. ulme-mini-verlag, Gießen 2006, ISBN 978-3-9809038-9-9.
- Subculture for Sale? Cultural, Content and Production Values in Goth Music Journalism. Wissenschaftlicher Verlag Berlin, Berlin 2008, ISBN 978-3-86573-372-6.
- Goth Culture. Gender, Sexuality and Style. Berg Publishers, Oxford u. a. 2008, ISBN 978-1-84520-767-0.

### Herausgeberschaft
- (Hrsg. mit Gabriele Jähnert): Diskurs_ Feld Queer. Interdependenzen, Normierungen und (Sub)kultur. Bulletin Texte, Nr. 36, Zentrum für transdisziplinäre Geschlechterstudien, Berlin 2009.

### Beiträge in Sammel- und Tagungsbänden
- Gender, Status and Subcultural Capital in Gothic Style. In: Paul Hodkinson, Wolfgang Deicke (Hrsg.): Youth Cultures. Scenes, Subcultures and Tribes (= Routledge Advances in Sociology). Routledge, London 2007,  ISBN 0-415-37612-2, S. 111 ff.
- Fetisch-Lolitas oder Junge Hexen? Mädchen und Frauen in der Gothic-Szene. In: Gabriele Rohmann (Hrsg.), Krasse Töchter. Mädchen in Jugendkulturen. Archiv der Jugendkulturen KG, Berlin 2007, ISBN 978-3-86546-045-5, S. 55 ff.
- Auf Tod und Teufel? Das ‘Böse’ in der Gothic-Subkultur. In: Silke Seybold (Hrsg.): All about Evil – Das Böse. Verlag Philipp von Zabern, Bremen 2007, ISBN 978-3-8053-3780-9, S. 170 ff.
- ‘Operation Tough Guy’. Die Performanz und mediale Repräsentation von Männlichkeit in der Electro- und Industrial-Szene. In: Martina Oster, Waltraud Ernst, Marion Gerards (Hrsg.): Performativität und Performance. Geschlecht in Musik, Theater und MedienKunst (= Focus gender. Band 8). Lit-Verlag, Hamburg u. a. 2008, ISBN 978-3-8258-0660-6, S. 119 ff.
- Akustische Gewalt. geschlechtsbezogene Selbstkonstruktionen in ‘extremer’ Musik am Beispiel der Electro/Industrial-Kultur. In: Marianne Bröcker (Hrsg.): Berichte aus dem Nationalkomitee der Bundesrepublik Deutschland im International Council for Traditional Music (ICTM/UNESCO). Band 16/17, Monsenstein und Vannerdat, Münster 2009, S. 63 ff.
- Black Metal ist Krieg’. Die mythische Rekonstruktion martialischer ‘weißer’ Männlichkeit in subkulturellen Musikszenen. In: Katja Kauer (Hrsg.): Pop und Männlichkeit. Zwei Phänomene in prekärer Wechselwirkung? (= Kulturwissenschaften. Band 5). Frank & Timme, Berlin 2009, ISBN 978-3-86596-203-4, S. 119 ff.
- Transgression ohne Queer – die Inszenierung martialischer Männlichkeit als ‘Anti-Drag’ in extremer subkultureller Musik. In: Ilse Nagelschmidt, Kerstin Wojke, Britta Borrego (Hrsg.): Interdisziplinäres Kolloquium zur Geschlechterforschung. Die Beiträge. Interdisziplinäre Dispute um Methoden der Geschlechterforschung (= Leipziger Gender-Kritik. Band 2). Peter Lang, Frankfurt am Main u. a. 2010, ISBN 978-3-631-60126-6.
- Macht-volle Sounds – Männlichkeit, ‘Whiteness’ und Class in der Industrial- und der Extreme-Metal-Subkultur. In: Paula-Irene Villa, Julia Jäckel, Zara S. Pfeiffer, Nadine Sanitter, Ralf Steckert (Hrsg.): Banale Kämpfe? Perspektiven auf Populärkultur und Geschlecht. Springer VS, Wiesbaden 2012, ISBN 978-3-531-18213-1, S. 23 ff. doi:10.1007/978-3-531-18982-6_2

### Lexikonartikel
- mit David Muggleton: Subcultural Styles. In: Lise Skov (Hrsg.): The Berg Encyclopedia of World Dress and Fashion. Band 8: West Europe. Berg Publishers, Oxford 2010, ISBN 978-1-84788-397-1. doi:10.2752/BEWDF/EDch8078